# Kira (Musikerin)

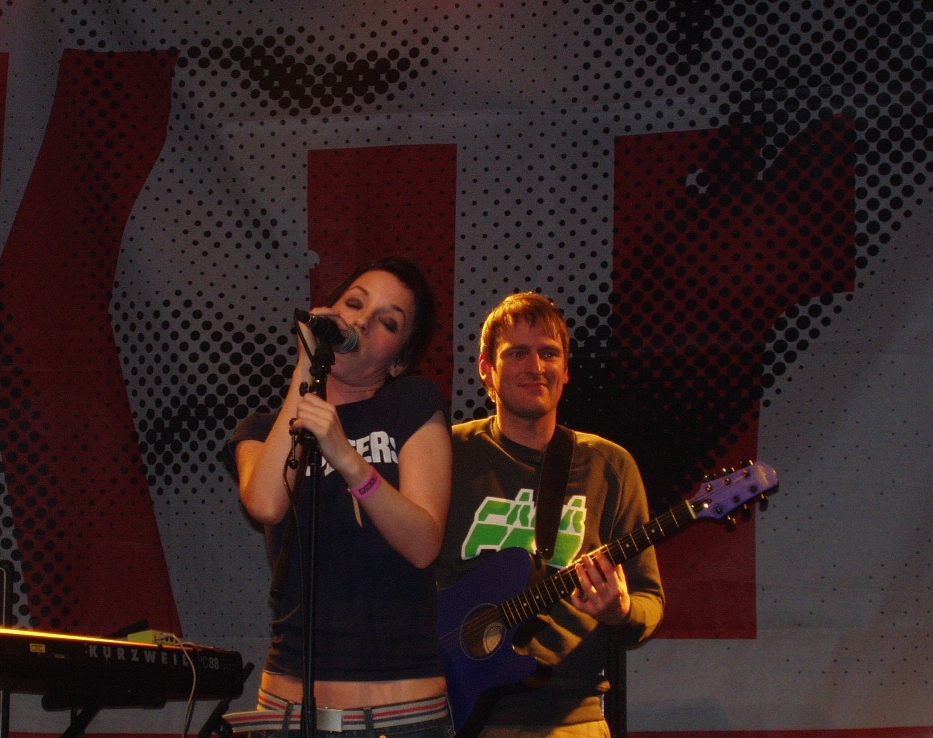
Kiras Auftritt bei der Labelnight in Wien

Kira (eigentlich Janine Scholz, * 20. Oktober 1978 in Wuppertal) ist eine deutsche Musikerin, die 2004 ihr Debüt unter Herbert Grönemeyers Plattenlabel Grönland Records gab. Anfang 2011 gab sie ihren Rückzug aus dem Musikgeschäft bekannt.

## Karriere
Seit 1995 komponierte Kira als Sängerin und Autodidaktin auf Gitarre und Piano eigene Stücke. Nachdem sie einen frühen Song bei einem Homerecording-Wettbewerb des Musikmagazins Gitarre & Bass eingereicht und eine Veröffentlichung auf CD gewonnen hatte, wurde 1998 der Hamburger Musikproduzent Michael Hagel auf Kira aufmerksam und begann mit ihr zu arbeiten. Im Juni 1999 erhielt Kira ein Stipendium der GEMA-Stiftung für das Textdichterseminar Celle.
Die Zusammenarbeit mit Michael Hagel veranlasste sie im Jahr 2000, von ihrer Heimatstadt Wuppertal nach Hamburg zu ziehen, wo sie im selben Jahr für den Kontaktstudiengang Popularmusik der Hochschule für Musik und Theater Hamburg angenommen wurde. 2001 unterschrieb Kira einen Autorenvertrag bei dem Musikverlag Freibank; 2008 erfolgte der Wechsel zu den Wintrup Musikverlagen.
Mit ihren Aufnahmen konnte Kira das Plattenlabel Grönland Records für sich interessieren. Im November 2002 traf die Künstlerin erstmals auf dessen Gründer Herbert Grönemeyer und unterschrieb kurz darauf einen Vertrag bei dem Londoner Label.
Im Jahr 2004 erschien Kiras Debütalbum Inauswendig, aus dem die Singles Der Sog, Alte Frauen und Filter ausgekoppelt wurden. Im Sommer wurde 2006 das zweite Album Goldfisch veröffentlicht sowie die Singles Wenn du den Himmel nicht aufmachst, Rettungsboot, Nie zu Hause und Fast wie Sommer.
2007 trat die Sängerin als Support bei Konzerten von Herbert Grönemeyer auf und spielte u. a. im Vorprogramm von Xavier Naidoo, Keimzeit, Bosse und Virginia Jetzt!. Die von der deutschen Bundesregierung beauftragte Initiative Musik nahm Kira 2008 in den Kreis der von ihr geförderten Künstler auf.
Auf zwei Konzertreisen nach China trat die Sängerin mit ihrer Band 2008 und 2009 in den Städten Guangzhou, Shanghai, Peking, Shenyang und Chongqing in Universitäten, Clubs und Open Airs auf und spielte dort auch eine chinesische Version ihres Songs Mein Herz gehört dir. Ermöglicht wurden die Reisen durch das Goethe-Institut und die Initiative Musik.
Von der GEMA wurde Kira 2009 für den Deutschen Musikautorenpreis in der Kategorie „Nachwuchs“ nominiert. Im Januar 2011 gab die Künstlerin ihren Rückzug aus dem Musikgeschäft bekannt.

## Diskografie

### Alben
- 2004: Inauswendig
- 2006: Goldfisch

### EPs
- 2009: Deine Insel

### Singles
- 2005: Der Sog (Promo)
- 2005: Alte Frauen (Promo)
- 2005: Filter (Promo)
- 2006: Wenn du den Himmel nicht aufmachst
- 2006: Nie zu Hause / Rettungsboot (Promo)
- 2007: Fast wie Sommer (Promo)